# Марта Домаховска
Ма̀рта Домахо̀вска  (на полски: Marta Domachowska) е професионална тенисистка от Полша. Тя започва да тренира тенис активно на 7- годишна възраст. През 2003 г. достига до полуфинал в юношеското издание на „Откритото първенство на Австралия“.
През 2001 г., Марта Домаховска дебютира в турнир, организиран от Женската тенис асоциация (WTA), пред родна публика в полския град Сопот, където достига до втори кръг на надпреварата. Три години по-късно, полската тенисистка влиза в Топ 100 на световния тенис. През същата година, Марта Домаховска регистрира и първото си поражение във финален мач. Това се случва на турнира „Хансол Корея Тенис“ в Сеул, където е надиграна от бившата номер 1 в световния тенис Мария Шарапова.
В професионалната си кариера, Марта Домаховска е регистрирала три загубени финала в състезания, организирани под егидата на WTA. На 16 май 2005 г. тя претърпява поражение в турнира във френския град Страсбург от испанската тенисистка Анабел Медина Гаригес с резултат 3:6, 4:6. През февруари 2006 г., тя отново е надиграна във финален мач, този път на турнира в Мемфис от шведската тенисистка София Арвидсон.
На 9 януари 2006 г., Марта Домаховска заедно с италианката Роберта Винчи печели първата си титла на двойки на турнира в австралийската столица Канбера.
В турнирите от Големия шлем най-успешното си представяне, полската тенисистка регистрира през 2008 г., по време на „Откритото първенство на Австралия“. В тази надпревара тя достига до четвъртия кръг, където е елиминирана от американката Винъс Уилямс.
Най-доброто си класиране в Световната ранглиста на женския тенис, Марта Домаховска регистрира през 2006 г., когато достига до 37-а позиция.
На 30 януари 2011 г. Домаховска печели шампионската титла на сингъл от турнира във френския град Гренобъл. Във финалната среща, тя надиграва британската тенисистка Наоми Броуди с резултат 6:4, 6:4.